# Bulbophyllum elassoglossum
Bulbophyllum elassoglossum là một loài phong lan thuộc chi Bulbophyllum.